# Erik Hjalmar Lundqvist
  Erik Hjalmar Lundqvist    (Ludvika, 29 de juny de 1908 - Ludvika, 7 de gener de 1963) fou un llançador de javelina suec.
El 1928 va prendre part en els Jocs Olímpics d'Amsterdam, on guanyà la medalla d'or en el la prova del llançament de javelina del programa d'atletisme.

## Millors marques
- Llançament de javelina. 71,16 metres (1936)[2]